# Ладьинское сельское поселение
Ладьи́нское се́льское поселе́ние — упразднённое муниципальное образование в составе Торжокского района Тверской области. На территории поселения находится 16 населенных пунктов.
Центр поселения — деревня Ладьино.
Образовано в 2005 году, включило в себя территории Дудоровского и Ладьинского сельских округов.
Законом Тверской области от 17 апреля 2017 года № 23-ЗО были преобразованы, путём их объединения, муниципальные образования Высоковское, Богатьковское и Ладьинское сельские поселения в Высоковское сельское поселение.

## Географические данные
- Общая площадь: 138,8 км²
- Нахождение: южная часть Торжокского района
  - Граничит:
    - на северо-востоке — с Тредубским СП
    - на юго-востоке — со Старицким районом, Васильевское СП
    - на юге — со Старицким районом, Паньковское СП
    - на юго-западе — со Старицким районом, Берновское СП
    - на северо-западе — с Высоковским СП.

По поселению протекает река Шостка, на которой созданы рыбохозяйственные нагульные и зимовальные пруды.
На западе поселения (по границе) проходит железная дорога «Торжок—Ржев». Автомобильное сообщение через посёлок Высокое.

## Экономика
СПК «Ладьино» и ООО рыбсовхоз «Шостка».

## Население
По переписи 2002 года — 682 человек (199 в Дудоровском и 483 в Ладьинском сельском округе), на 01.01.2008 — 637 человек.
Национальный состав: русские.

## Населённые пункты
На территории поселения находятся следующие населённые пункты:

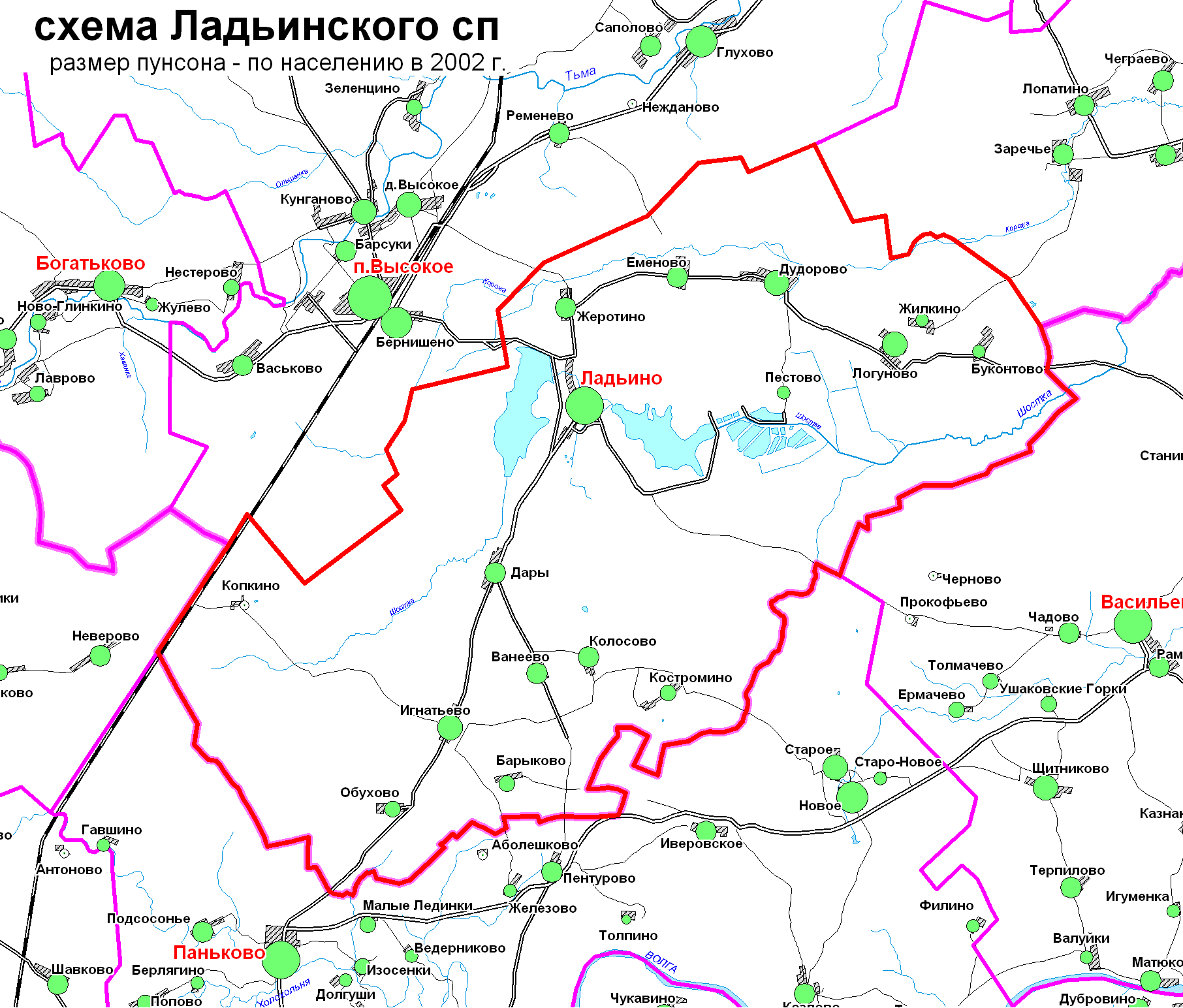
Схема Ладьинского сп

| №  | Тип  | Название   | Население | Население | Население |
| №  | Тип  | Название   | 1996      | 2002      | 2008      |
| -- | ---- | ---------- | --------- | --------- | --------- |
| 1  | дер. | Ладьино    | 372       | 296       | 307       |
| 2  | дер. | Барыково   | 7         | 6         | 2         |
| 3  | дер. | Ванеево    | 25        | 25        | 22        |
| 4  | дер. | Дары       | 44        | 29        | 23        |
| 5  | дер. | Игнатьево  | 102       | 88        | 73        |
| 6  | дер. | Колосово   | 28        | 25        | 16        |
| 7  | дер. | Копкино    | 0         | 0         | 0         |
| 8  | дер. | Костромино | 8         | 8         | 4         |
| 9  | дер. | Обухово    | 9         | 6         | 6         |
| 10 | дер. | Дудорово   | 78        | 67        | 59        |
| 11 | дер. | Буконтово  | 3         | 5         | 1         |
| 12 | дер. | Еменово    | 26        | 23        | 17        |
| 13 | дер. | Жеротино   | 28        | 23        | 26        |
| 14 | дер. | Жилкино    | 2         | 5         | 1         |
| 15 | дер. | Логуново   | 80        | 74        | 79        |
| 16 | дер. | Пестово    | 0         | 2         | 1         |

## Бывшие населенные пункты
На территории поселения исчезли деревни: Бельково, Воскресенское, Исаково, Ключевино, Лыкшино, Малое Логуново, Ново-Игнатьево, Сокулино; хутора Барынино, Дупля, Колчигино, Солиха и другие.

## История

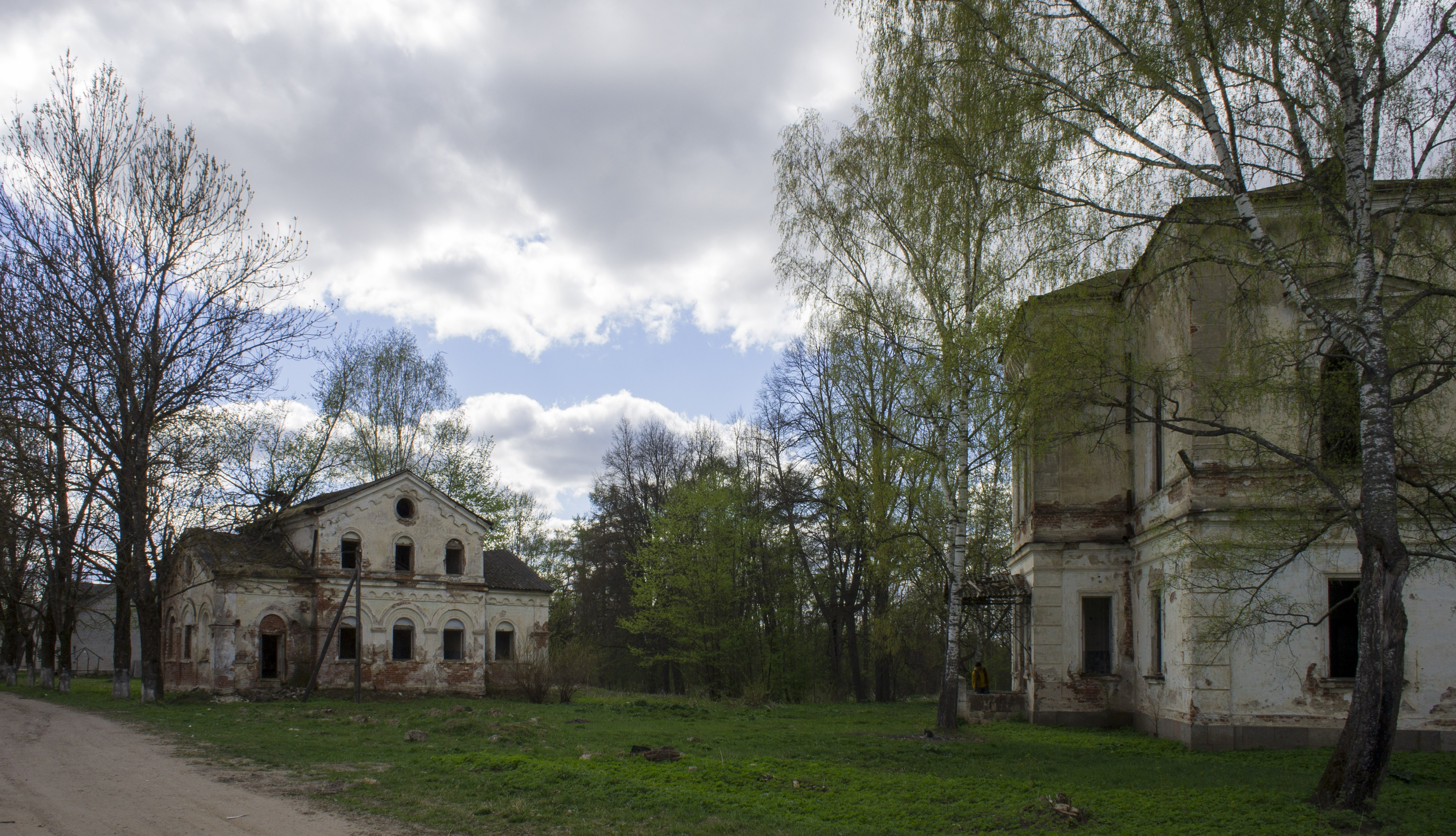
Развалины усадьбы Казнаковых

В XI—XIV вв. территория поселения находилась на границе Новгородской земли с Владимиро-Суздальским, затем Тверским княжеством.
В XV веке присоединена к Москве.
- После реформ Петра I территория поселения входила:
  - в 1708—1727 гг. в Санкт-Петербургскую (Ингерманляндскую 1708—1710 гг.) губернию, Тверскую провинцию,
  - в 1727—1775 гг. в Новгородскую губернию, Тверскую провинцию,
  - в 1775—1796 гг. в Тверское наместничество, Старицкий уезд,
  - в 1796—1924 гг. в Тверскую губернию, Старицкий уезд,
  - в 1924—1929 гг. в Тверскую губернию, Новоторжский уезд,
  - в 1929—1935 гг. в Западную область, Высоковский район,
  - в 1935—1963 гг. в Калининскую область, Высоковский район,
  - в 1963—1990 гг. в Калининскую область, Торжокский район,
  - с 1990 в Тверскую область, Торжокский район.

В середине XIX-начале XX века большинство деревень поселения относились к Дарской волости Старицкого уезда.

## Известные люди
В деревне Сокулино (ныне не существующей) родился Герой Советского Союза Михаил Михайлович Барсуков.

## Достопримечательности
- Усадьба Ладьино. Упоминается при Иване Грозном, принадлежала Аксаковым, в XIX веке — Казнаковым. Полуразрушена.